# Adedire Mebude
Adedire Emmanuel Awokoya-Mebude (Londen, 28 mei 2004) is een Schots voetballer met Nigeriaanse roots die doorgaans als rechtsbuiten speelt. Hij staat onder contract bij KVC Westerlo waar hij in 2023 zijn debuut maakte in het betaald voetbal. 

## Carrière

### Jeugd
Mebude sloot zich op tienjarige leeftijd aan bij de jeugdopleiding van Rangers FC. Op zestienjarige leeftijd wees hij een aangeboden profcontract af. In 2020 maakte hij de overstap naar de jeugdacademie van Manchester City.  Als B-junior maakte hij op 7 november 2020 zijn debuut voor de onder-19 van de Engelse club. In de uitwedstrijd tegen de leeftijdsgenoten van Leeds United werd hij in de 85e minuut ingebracht door trainer Carlos Vicens. Op 28 november volgde zijn eerste doelpunt in deze leeftijdscategorie tijdens een met 5–0 gewonnen thuiswedstrijd tegen  Sunderland. Kort na zijn invalbeurt scoorde hij in de 85e minuut het vijfde doelpunt van de wedstrijd. In juli 2021 ondertekende hij zijn eerste profcontract bij Manchester City.
In het seizoen 2021/22 maakte Mebude de overstap naar de A-junioren. Op 19 oktober 2021 debuteerde hij in de UEFA Youth League, in de uitwedstrijd tegen Club Brugge. Hij werd in de 56e minuut ingebracht door trainer Brian Barry-Murphy. In dat seizoen kwam hij tot 21 competitiewedstrijden, waarin hij 12 doelpunten maakte en 19 assists gaf die tot een doelpunt leidden. In zijn tweede seizoen (2022/23) in deze leeftijdscategorie scoorde hij zijn eerste doelpunt in de UEFA Youth League, in de met 1–5 gewonnen uitwedstrijd tegen Sevilla. In de 53e minuut maakte hij de 1–2. In de zomer van 2023 maakte Mebude de overstap naar het seniorenvoetbal en vervolgde hij zijn loopbaan in België.

### KVC Westerlo
In juli 2023 tekende Mebude een vierjarig contract bij de Belgische eersteklasser KVC Westerlo, dat naar verluidt een transfersom van ruim anderhalf miljoen euro voor hem betaalde. Op 6 augustus 2023 maakte hij zijn debuut in de Jupiler Pro League, tijdens de met 0–1 verloren thuiswedstrijd tegen Club Brugge. Trainer Jonas De Roeck bracht hem in de 58e minuut binnen de lijnen als vervanger van  Erdon Daci. Mebude slaagde er in de eerste seizoenshelft niet in een vaste basisplaats te veroveren onder de Catalaanse coach, waarop hij in de winterstop op huurbasis de overstap maakte naar het Engelse Bristol City, uitkomend in de Championship.
Na zijn terugkeer bij Westerlo leek Mebude in het seizoen 2024/25 onder de nieuwe trainer Timmy Simons door te breken in de Belgische hoogste klasse. De voormalige Belgisch international gaf hem vanaf de eerste competitiewedstrijd een basisplaats. Op 10 augustus 2024 maakte Mebude zijn eerste doelpunt in het betaald voetbal tijdens de derde speelronde, waarin Westerlo met 4–3 won van Union Sint-Gillis. In de 17e minuut bracht hij zijn ploeg op een 2–1 voorsprong na een pass van Lucas Stassin. Vanaf november verloor hij zijn basisplaats en verdween hij naar de reservebank. Om speelminuten te blijven maken, werd hij tijdens de winterse transferperiode voor de rest van het seizoen verhuurd aan Hamburger SV, dat uitkwam in de 2. Bundesliga. Tijdens deze huurperiode kwam hij slechts beperkt in actie, waarna hij in de zomer van 2025 terugkeerde naar Westerlo.

#### Verhuur aan Bristol City
Op 13 februari 2024 maakte Mebude onder trainer Liam Manning zijn debuut voor Bristol City in de Championship, tijdens de met 3–1 gewonnen thuiswedstrijd tegen Southampton. In het Ashton Gate viel hij in de 86e minuut in als vervanger van Anis Mehmeti. Gedurende de rest van het seizoen kwam hij nog tweemaal als invaller in actie. In totaal verzamelde hij 44 speelminuten, waarna hij na afloop van de huurperiode terugkeerde naar Westerlo.

#### Verhuur aan Hamburger SV
Eind januari 2025 werd bekend dat Mebude voor de tweede seizoenshelft met een optie tot koop werd verhuurd aan Hamburger SV. De club uit Hamburg haalde hem als vervanger voor de langdurig geblesseerde  Bakery Jatta. Op 2 februari 2025 maakte Mebude zijn debuut in de 2. Bundesliga tijdens de thuiswedstrijd tegen Hannover 96. In het Volksparkstadion bracht trainer Merlin Polzin hem in de 85e minuut als invaller voor Emir Sahiti. Mebude kwam uiteindelijk tot vier officiële optredens en wist geen basisplaats te veroveren bij de ploeg die na 2.555 dagen promotie naar de Bundesliga afdwong. Hamburger SV maakte geen gebruik van de optie tot koop, waarna Mebude aan het einde van het seizoen terugkeerde naar Westerlo.

## Clubstatistieken
| Seizoen                         | Club              | Land               | Competitie      | Competitie | Competitie | Beker | Beker | Supercup | Supercup | Europees | Europees | Totaal | Totaal |
| Seizoen                         | Club              | Land               | Competitie      | Wed.       | Dlp.       | Wed.  | Dlp.  | Wed.     | Dlp.     | Wed.     | Dlp.     | Wed.   | Dlp.   |
| ------------------------------- | ----------------- | ------------------ | --------------- | ---------- | ---------- | ----- | ----- | -------- | -------- | -------- | -------- | ------ | ------ |
| 2023/24                         | KVC Westerlo      | Vlag van België    | Eerste klasse A | 3          | 0          | 0     | 0     | —        | —        | —        | —        | 3      | 0      |
| 2023/24                         | → Bristol City FC | Vlag van Engeland  | Championship    | 3          | 0          | 0     | 0     | —        | —        | —        | —        | 3      | 0      |
| 2024/25                         | KVC Westerlo      | Vlag van België    | Eerste klasse A | 17         | 2          | 2     | 0     | —        | —        | —        | —        | 19     | 2      |
| 2024/25                         | → Hamburger SV    | Vlag van Duitsland | 2. Bundesliga   | 4          | 0          | 0     | 0     | —        | —        | —        | —        | 4      | 0      |
| 2025/26                         | KVC Westerlo      | Vlag van België    | Eerste klasse A | 2          | 0          | 0     | 0     | —        | —        | —        | —        | 2      | 0      |
| Carrière totaal                 | Carrière totaal   | Carrière totaal    | Carrière totaal | 27         | 2          | 2     | 0     | 0        | 0        | 0        | 0        | 29     | 2      |
| Bijgewerkt tot 11 augustus 2025 |                   |                    |                 |            |            |       |       |          |          |          |          |        |        |

## Interlandloopbaan
Mebude kwam uit voor meerdere Schotse jeugdelftallen, maar nam met geen van deze ploegen deel aan een eindtoernooi. Hij speelde in totaal 25 jeugdinterlands en maakte daarin vier doelpunten. 

### Schotse jeugdelftallen
Op 28 oktober 2019 maakte Mebude zijn debuut in de basisopstelling van  Schotland –16. In deze eerste jeugdinterland was hij direct trefzeker: tijdens de met 4–0 gewonnen wedstrijd tegen Ierland scoorde hij in de 46e minuut het tweede doelpunt voor zijn ploeg. Met Schotland –19  wist hij zich tweemaal niet te kwalificeren voor het Europees kampioenschap. Mebude speelde met Schotland –21 in zeven kwalificatiewedstrijden voor het Europees kampioeschap onder 21 2025  in Slowakije. In het thuisduel tegen Spanje was hij trefzeker, maar ondanks zijn doelpunt slaagde Schotland er niet in zich te kwalificeren. De ploeg eindigde als derde in de kwalificatiegroep. 
| Jeugdinterlands van Adedire Mebude voor Schotland () | Jeugdinterlands van Adedire Mebude voor Schotland () | Jeugdinterlands van Adedire Mebude voor Schotland () | Jeugdinterlands van Adedire Mebude voor Schotland () | Jeugdinterlands van Adedire Mebude voor Schotland () | Jeugdinterlands van Adedire Mebude voor Schotland () |
| №                                                    | Datum                                                | Wedstrijd                                            | Uitslag                                              | Soort Wedstrijd                                      | Doelpunten                                           |
| Als speler bij Schotland –16                         | Als speler bij Schotland –16                         | Als speler bij Schotland –16                         | Als speler bij Schotland –16                         | Als speler bij Schotland –16                         | Als speler bij Schotland –16                         |
| ---------------------------------------------------- | ---------------------------------------------------- | ---------------------------------------------------- | ---------------------------------------------------- | ---------------------------------------------------- | ---------------------------------------------------- |
| 1.                                                   | 28 oktober 2019                                      | Schotland – Ierland                                  | 4 – 0                                                | Vriendschappelijk                                    | Goal                                                 |
| 2.                                                   | 30 oktober 2019                                      | Schotland – Noord-Ierland                            | 0 – 0                                                | Vriendschappelijk                                    |                                                      |
| 3.                                                   | 1 november 2019                                      | Wales – Schotland                                    | 1 – 1                                                | Vriendschappelijk                                    |                                                      |
| 4.                                                   | 22 januari 2020                                      | Schotland – Australië                                | 4 – 0                                                | Vriendschappelijk                                    |                                                      |
| Als speler bij Schotland –19                         |                                                      |                                                      |                                                      |                                                      |                                                      |
| 1.                                                   | 26 maart 2022                                        | Hongarije – Schotland                                | 3 – 0                                                | EK-kwalificatie 2022                                 |                                                      |
| 2.                                                   | 29 maart 2022                                        | Schotland – Israël                                   | 3 – 0                                                | EK-kwalificatie 2022                                 |                                                      |
| 3.                                                   | 21 september 2022                                    | Schotland – Kroatië                                  | 0 – 2                                                | Vriendschappelijk                                    |                                                      |
| 4.                                                   | 21 september 2022                                    | Schotland – Malta                                    | 3 – 1                                                | Vriendschappelijk                                    |                                                      |
| 5.                                                   | 16 november 2022                                     | IJsland – Schotland                                  | 1 – 0                                                | EK-kwalificatie 2023                                 |                                                      |
| 6.                                                   | 19 november 2022                                     | Schotland – Kazachstan                               | 5 – 2                                                | EK-kwalificatie 2023                                 | Goal                                                 |
| 7.                                                   | 22 november 2022                                     | Schotland – Frankrijk                                | 1 – 3                                                | EK-kwalificatie 2023                                 |                                                      |
| Als speler bij Schotland –21                         |                                                      |                                                      |                                                      |                                                      |                                                      |
| 1.                                                   | 23 maart 2023                                        | Schotland – Zweden                                   | 2 – 3                                                | Vriendschappelijk                                    | Goal                                                 |
| 2.                                                   | 26 maart 2023                                        | Wales – Schotland                                    | 3 – 0                                                | Vriendschappelijk                                    |                                                      |
| 3.                                                   | 15 juni 2023                                         | Schotland – Noorwegen                                | 0 – 0                                                | Vriendschappelijk                                    |                                                      |
| 4.                                                   | 18 juni 2023                                         | Schotland – Noorwegen                                | 1 – 1                                                | Vriendschappelijk                                    |                                                      |
| 5.                                                   | 11 september 2023                                    | Spanje – Schotland                                   | 1 – 0                                                | EK-kwalificatie 2025                                 |                                                      |
| 6.                                                   | 21 november 2023                                     | Hongarije – Schotland                                | 0 – 0                                                | EK-kwalificatie 2025                                 |                                                      |
| 7.                                                   | 21 maart 2024                                        | Schotland – Kazachstan                               | 4 – 1                                                | EK-kwalificatie 2025                                 |                                                      |
| 8.                                                   | 3 juni 2024                                          | Turkije – Schotland                                  | 1 – 0                                                | Vriendschappelijk                                    |                                                      |
| 9.                                                   | 7 juni 2024                                          | Oostenrijk – Schotland                               | 5 – 0                                                | Vriendschappelijk                                    |                                                      |
| 10.                                                  | 6 september 2024                                     | Schotland – Spanje                                   | 1 – 2                                                | EK-kwalificatie 2025                                 | Goal                                                 |
| 11.                                                  | 10 september 2024                                    | Malta – Schotland                                    | 0 – 5                                                | EK-kwalificatie 2025                                 |                                                      |
| 12.                                                  | 11 oktober 2024                                      | Schotland – België                                   | 0 – 2                                                | EK-kwalificatie 2025                                 |                                                      |
| 13.                                                  | 15 oktober 2024                                      | Kazachstan – Schotland                               | 3 – 2                                                | EK-kwalificatie 2025                                 |                                                      |
| 14.                                                  | 21 maart 2025                                        | Ierland – Schotland                                  | 0 – 2                                                | Vriendschappelijk                                    |                                                      |
| Bijgewerkt tot 7 juni 2025                           |                                                      |                                                      |                                                      |                                                      |                                                      |

## Privé
Mebude werd geboren in Londen als zoon van Nigeriaanse ouders. Op tienjarige leeftijd verhuisde het gezin naar Glasgow. Hij is de jongere broer van profvoetballer Dapo Mebude. In januari 2024 raakte hij betrokken bij een auto-ongeluk, waarna hij een week in coma lag.